# Цьопан
Цьопан (пол. Ciopan) — село в Польщі, у гміні Станіславув Мінського повіту Мазовецького воєводства.
Населення — 132 особи (2011).
У 1975-1998 роках село належало до Седлецького воєводства.

## Демографія
Демографічна структура станом на 31 березня 2011 року:
|          | Загалом | Допрацездатний вік | Працездатний вік | Постпрацездатний вік |
| -------- | ------- | ------------------ | ---------------- | -------------------- |
| Чоловіки | 70      | 17                 | 45               | 8                    |
| Жінки    | 62      | 17                 | 35               | 10                   |
| Разом    | 132     | 34                 | 80               | 18                   |